# Episodi di Space Ghost Coast to Coast (prima stagione)
La prima stagione della serie animata Space Ghost Coast to Coast, composta da 10 episodi, è stata trasmessa negli Stati Uniti, da Cartoon Network, dal 15 aprile all'11 novembre 1994. 
In Italia la stagione è inedita.
| n° | Titolo originale    | Prima TV USA      |
| -- | ------------------- | ----------------- |
| 1  | Spanish Translation | 15 aprile 1994    |
| 2  | Gilligan            | 22 aprile 1994    |
| 3  | Elevator            | 6 maggio 1994     |
| 4  | CHiPs               | 13 maggio 1994    |
| 5  | Bobcat              | 27 maggio 1994    |
| 6  | Punch               | 16 settembre 1994 |
| 7  | Banjo               | 10 settembre 1994 |
| 8  | Batmantis           | 30 settembre 1994 |
| 9  | Self Help           | 7 ottobre 1994    |
| 10 | Gum, Disease        | 11 novembre 1994  |

## Spanish Translation
- Titolo originale: Spanish Translation
- Scritto da: Matthew Maiellaro, Andy Merrill, Khaki Jones e Keith Crofford

### Trama
La Ghost Planet Industries (azienda realmente esistente) si avvicina verso la luna e si schianterà contro di essa se Space Ghost non riuscirà a trovare un modo per risolvere il problema. Space Ghost intervista Susan Powter sperando che lei abbia un consiglio per risolvere il problema, ma i due scoprono nel frattempo di avere molto in comune. Dopo un'altra intervista col comico Kevin Meaney riguardo alla sua avversione per i pantaloni attillati, si scopre che Brak e Sisto (che appaiono come una parodia di Beavis and Butt-Head), intanto, stanno cercando di guardare lo show condotto da Space Ghost, ma questo viene interrotto in continuazione per colpa del problema di Space Ghost. Il supereroe e Zorak intanto fanno riferimento anche alle serie animate The Ren & Stimpy Show e I Simpson.
- Guest star: Bee Gees, Kevin Meaney, Susan Powter.

## Gilligan
- Titolo originale: Gilligan
- Scritto da: Matthew Maiellaro, Andy Merrill, Khaki Jones e Keith Crofford

### Trama
Space Ghost intervista il cast de L'isola di Gilligan e cerca di scoprire se la serie televisiva è realmente esistente.
- Guest star: Bob Denver, Dawn Wells, Russell Johnson.

## Elevator
- Titolo originale: Elevator
- Scritto da: Matthew Maiellaro, Andy Merrill, Khaki Jones e Keith Crofford

### Trama
Mentre sta intervistano l'attrice Judy Tenuta, Space Ghost si innamora di lei dopo che gli ha suonato una canzone. Nel frattempo, Zorak e Moltar cercano di scappare salendo su un ascensore, ma falliscono. Moltar e Zorak mostrano dei vecchi blooper imbarazzanti su Space Ghost, prima di un'intervista con lo scrittore e psicologo Timothy Leary. Poco prima che i due se ne vanno a prendere dei tacos, l'attrice Ashley Judd si presenta a loro e dice di saper fare delle torte di cioccolato davvero buone, ma non è stata di particolare aiuto.
- Guest star: Ashley Judd, Timothy Leary, Judy Tenuta.

- Note: Pur essendo il terzo episodio della prima stagione, questo è stato in realtà il primo episodio mai prodotto. Questo episodio è stato replicato il 18 settembre 2016 in onore di C. Martin Croker, ex animatore e doppiatore di Zorak e Moltar nella serie.

## CHiPs
- Titolo originale: CHiPs
- Scritto da: Matthew Maiellaro, Andy Merrill e Khaki Jones

### Trama
Mentre Space Ghost intervista i suoi ospiti, Moltar si presenta affascinato dalla serie televisiva CHiPs.
- Guest star: Bill Carter, Joe Franklin.

## Bobcat
- Titolo originale: Bobcat
- Scritto da: Matthew Maiellaro, Andy Merrill, Khaki Jones e Keith Crofford

### Trama
Durante un'intervista con l'attore Bobcat Goldthwait, Zorak rivela la vera identità di Space Ghost, Tad Ghostal. Più tardi, Space Ghost intervista la band preferita di Zorak, i Ramones.
- Guest star: Bobcat Goldthwait, Ramones.

## Punch
- Titolo originale: Punch
- Scritto da: Billy Aronson e Matthew Maiellaro

### Trama
Space Ghost fa un discorso in piazza San Pietro a Roma e, quando ritorna nel suo studio, si rende conto che si è dimenticato di Zorak. Poco dopo discute di film e travestimenti con la modella e attrice Cindy Guyer. Quando i Jerky Boys minacciano di dare un pugno in bocca a Space Ghost, Space Ghost pensa piuttosto al valore della parola "pugno" e dice che se una parola viene ripetuta molte volte, perde tutto il suo significato. La maggior parte dell'intervista viene quindi passata a pronunciare la parola "pugno". Più tardi, Space Ghost intervista con la modella Dian Parkinson.
- Guest star: Kamal Ahmed, Johnny Brennan, Cindy Guyer, Dian Parkinson.

## Banjo
- Titolo originale: Banjo
- Scritto da: Chris Feresten e Matthew Maiellaro

### Trama
Space Ghost ottiene in regalo un nuovo animale domestico, una scimmia marina di nome Banjo, mentre Zorak inizia a lavorare sulle sue abilità di ipnotismo. Dopo aver dato a Banjo delle super vitamine all'inizio dell'episodio, Space Ghost parla a Schoolly D dei super poteri e discutono su chi, esattamente, è un vero uomo. Space Ghost controlla la sua colonia di scimmie e cerca di trovare la piccola Banjo, che nel frattempo sta crescendo. Più tardi si scopre che Banjo sta crescendo troppo rapidamente e tenta anche di mordere la mano di Space Ghost. Durante l'intervista con "Weird Al" Yankovic, sia Space Ghost che Weird Al vengono ipnotizzati da Zorak, che dà loro comandi per contorcere i loro corpi e dire cose stupide.
- Guest star: Schoolly D, "Weird Al" Yankovic.

## Batmantis
- Titolo originale: Batmantis
- Scritto da: Matthew Maiellaro

### Trama
Space Ghost si addormenta mentre stava intervistando Adam West. Più tardi si sveglia e scopre che Moltar è stato rapito. Una nota di riscatto richiede che Space Ghost ceda immediatamente le sue bande, che gli conferiscono il potere, a Your Mother, altrimenti Moltar sarà ucciso. Per salvare Moltar, Zorak si trasforma in Batmantis. Dopo alcuni minuti, Batmantis e Space Ghost si mettono al lavoro. Space Ghost chiede aiuto a Lee Meriwether e Adam West. West rifiuta e più tardi Space Ghost è scioccato nel scoprire che non ha affatto dei superpoteri. Your Mother chiama il supereroe per chiarire le sue richieste e gli da 5 minuti per consegnare le sue bande di potere per salvare Moltar. Space Ghost comprende che probabilmente la persona con cui stava parlando prima non è la sua vera madre. Il tempo finisce e Your Mother tira la leva del congelamento, uccidendo di conseguenza Moltar. Space Ghost si sveglia e realizza che l'intera faccenda è stata solo un incubo, e che Moltar è vivo e vegeto.
- Guest star: Lee Meriwether, Eartha Kitt, Adam West.

## Self Help
- Titolo originale: Self Help
- Scritto da: Matthew Maiellaro

### Trama
Sperando di aiutare Zorak, Space Ghost chiama la psicologa Joyce Brothers.
- Guest star: Joyce Brothers, Rich Hall, Anka Radakovich.

## Gum, Disease
- Titolo originale: Gum, Disease
- Scritto da: Evan Dorkin e Sarah Dyer

### Trama
Durante l'episodio, Moltar è ammalato. Nel frattempo, Space Ghost intervista il sassofonista Branford Marsalis e l'attore Danny Bonaduce.
- Guest star: Danny Bonaduce, Branford Marsalis.